# Cicindela wapleri
Cicindela wapleri är en skalbaggsart som beskrevs av Leconte 1875. Cicindela wapleri ingår i släktet Cicindela och familjen jordlöpare. Inga underarter finns listade i Catalogue of Life.